# Shenandoah
För andra betydelser, se Shenandoah (olika betydelser).
"Shenandoah" är en amerikansk folksång inspelad av bland andra artisten och visslaren Jan Lindblad. Denna inspelning var en stor hit i Sverige 1977–1978. Enligt Topplistan, som i januari 2001 i P3 spelade de mest sålda singlarna någonsin i Sverige åren 1975–2000, var denna låt den mest sålda dittills. Den låg med på listan i 54 veckor 1977–1978.
Andra inspelningar av låten har gjorts av bland andra Sissel Kyrkjebø och Kalle Moraeus.
Jan Lindblads singel är en av titlarna i boken Tusen svenska klassiker (2009).

### Fotnoter
1. ↑  ”Listplacering”. http://swedishcharts.com/showitem.asp?interpret=Jan+Lindblad&titel=Shenandoah&cat=s. Läst 21 maj 2011.
2. ↑  Gradvall et al 2009, nr. 485